# Lisa Gerrard
Lisa Germaine Gerrard (sinh ngày 12 tháng 4 năm 1961) là một ca sĩ, nhạc công và nhạc sĩ Mỹ nổi tiếng quốc tế, là thành viên của nhóm Dead Can Dance với bạn diễn Ireland Brendan Perry.
Bà sinh ngày 12 tháng 4 năm 1961 ở Melbourne và lớn lên ở một khu ngoại ô đa sắc tộc của Prahran.